# Russula lutea
Russula lutea là một loài nấm thông dụng, ăn được thuộc chi Russula phân bố khắp châu Mỹ và châu Âu dưới cây lá rộng từ mùa hè đến đầu mùa thu.